# Newell Brown
Pour les articles homonymes, voir Brown.
Newell Brown (né le 14 février 1962 à Cornwall, dans la province de l'Ontario au Canada) est un joueur professionnel de hockey sur glace devenu entraîneur ayant évolué au poste de centre.

## Biographie
Newell Brown commence sa carrière avec les Royals de Cornwall dans la Ligue de hockey junior majeur du Québec en 1978. La saison suivante, il remporte avec les Royals la Coupe Memorial 1980 après avoir défait en finale les Petes de Peterborough de la LHO. À la suite de ce titre, il s'envole vers les États-Unis pour faire ses études dans l'Université de l'État du Michigan et jouer dans son équipe de hockey, les Spartans, membre du championnat universitaire de la NCAA.
Après deux saisons avec les Spartans, il est repêché dans la Ligue nationale de hockey par les Canucks de Vancouver en huitième ronde, 158e rang au total. Après deux autres saisons avec les Spartans et son diplôme en poche, il rejoint l'Express de Fredericton, équipe affilié aux Canucks dans la Ligue américaine de hockey en 1984-1985. Il joue également pour les Lumberjacks de Muskegon dans la Ligue internationale de hockey.
En 1985-1986, il joue pour l'Équipe nationale canadienne où il est nommé capitaine dans lequel il s'agit de sa dernière saison en tant que joueur.
En 1987, il retourne à l'université de l'État du Michigan pour devenir l'entraîneur-adjoint des Spartans. Après trois saisons, il quitte l'équipe pour devenir l'entraîneur-chef des Huskies de Michigan Tech. En 1992-1993, il devient l'entraîneur-chef des Red Wings de l'Adirondack dans la Ligue américaine de hockey. Il a atteint les séries éliminatoires durant ses quatre saisons mais ne parvient pas à avoir un meilleur résultat que l'élimination en deuxième tour.
En 1996, il devient entraîneur adjoint des Blackhawks de Chicago dans la grande Ligue nationale de hockey. Pendant plus de 15 ans, il a été un des entraîneurs adjoints des Blackhawks, des Ducks d'Anaheim, des Blue Jackets de Columbus, des Ducks d'Anaheim et actuellement des Canucks de Vancouver. Il a notamment déjà remporté la Coupe Stanley avec les Ducks en 2007.

## Statistiques

### Joueur
| Saison    | Équipe                      | Ligue |    | Saison régulière | Saison régulière | Saison régulière | Saison régulière | Saison régulière |   | Séries éliminatoires | Séries éliminatoires | Séries éliminatoires | Séries éliminatoires | Séries éliminatoires |
| Saison    | Équipe                      | Ligue | PJ | B                | A                | Pts              | Pun              | PJ               | B | A                    | Pts                  | Pun                  |                      |                      |
| 1978-1979 | Royals de Cornwall          | LHJMQ | 65 | 11               | 30               | 41               | 55               | 7                | 1 | 2                    | 3                    | 14                   |                      |                      |
| 1979-1980 | Royals de Cornwall          | LHJMQ | 71 | 24               | 52               | 76               | 44               | 18               | 6 | 7                    | 13                   | 20                   |                      |                      |
| 1980-1981 | Spartans de Michigan State  | NCAA  | 30 | 14               | 16               | 30               | 42               | -                | - | -                    | -                    | -                    |                      |                      |
| 1981-1982 | Spartans de Michigan State  | NCAA  | 42 | 22               | 51               | 73               | 66               | -                | - | -                    | -                    | -                    |                      |                      |
| 1982-1983 | Spartans de Michigan State  | NCAA  | 42 | 17               | 29               | 46               | 70               | -                | - | -                    | -                    | -                    |                      |                      |
| 1983-1984 | Spartans de Michigan State  | NCAA  | 42 | 20               | 33               | 53               | 30               | -                | - | -                    | -                    | -                    |                      |                      |
| 1984-1985 | Express de Fredericton      | LAH   | 46 | 5                | 8                | 13               | 17               | -                | - | -                    | -                    | -                    |                      |                      |
| 1984-1985 | Lumberjacks de Muskegon     | LIH   | 17 | 5                | 10               | 15               | 15               | 14               | 5 | 10                   | 15                   | 13                   |                      |                      |
| 1985-1986 | Équipe nationale canadienne | Intl  | 72 | 15               | 21               | 36               | 60               | -                | - | -                    | -                    | -                    |                      |                      |

### Entraîneur
| Saison    | Équipe                    | Ligue |    | PJ | V  | D  | N | Pr   | % V                       |  | Séries éliminatoires |
| 1990-1991 | Huskies de Michigan Tech  | NCAA  | 41 | 13 | 25 | 3  | - | 35,4 |                           |  |                      |
| 1991-1992 | Huskies de Michigan Tech  | NCAA  | 39 | 16 | 22 | 1  | - | 42,3 |                           |  |                      |
| 1992-1993 | Red Wings de l'Adirondack | LAH   | 80 | 36 | 35 | 9  | - | 50,6 | Défaite en deuxième ronde |  |                      |
| 1993-1994 | Red Wings de l'Adirondack | LAH   | 80 | 45 | 27 | 8  | - | 61,3 | Défaite en deuxième ronde |  |                      |
| 1994-1995 | Red Wings de l'Adirondack | LAH   | 80 | 32 | 38 | 10 | - | 46,3 | Défaite en première ronde |  |                      |
| 1995-1996 | Red Wings de l'Adirondack | LAH   | 80 | 38 | 32 | 8  | 2 | 53,8 | Défaite en première ronde |  |                      |

## Récompenses
- Remporte la Coupe Memorial avec les Royals de Cornwall en 1980
- Remporte la Coupe Stanley avec les Ducks d'Anaheim en 2007